# Emanuel Trmal
Emanuel Trmal, též Emanuel Trmal z Toušic (22. listopadu 1830 Praha – 18. února 1914 Královské Vinohrady), byl český právník a politik, v 60. a 70. letech 19. století poslanec Českého zemského sněmu.

## Biografie
Byl členem české zemanské rodiny Trmalů z Toušic. Jeho otcem byl pražský měšťan a nevlastní otec Karla Sladkovského Jan Trmal z Toušic. Profesí byl Emanuel Trmal právníkem, advokátem, publikoval politické články a memoáry. Jeho dílem je vzpomínková kniha na české národní hnutí Vzpomínky na český Repeal.
V 60. letech 19. století se zapojil do zemské a celostátní politiky. V zemských volbách v Čechách v lednu 1867 byl zvolen na Český zemský sněm v městské kurii (obvod Kolín – Kouřim – Poděbrady). Mandát obhájil v tomto obvodu i v krátce poté konaných zemských volbách v březnu 1867.
V srpnu 1868 patřil mezi 81 signatářů státoprávní deklarace českých poslanců, v níž česká politická reprezentace odmítla centralistické směřování státu a hájila české státní právo. Čeští poslanci tehdy na protest proti ústavnímu směřování státu praktikovali politiku pasivní rezistence, kdy bojkotovali práci zemského sněmu, byli za neomluvenou absenci zbavováni mandátů a pak opětovně manifestačně voleni. Trmal byl takto byl zbaven mandátu pro absenci v září 1868 a znovu zvolen v září 1869. Uspěl i v řádných zemských volbách roku 1870.